# Kai Maertens

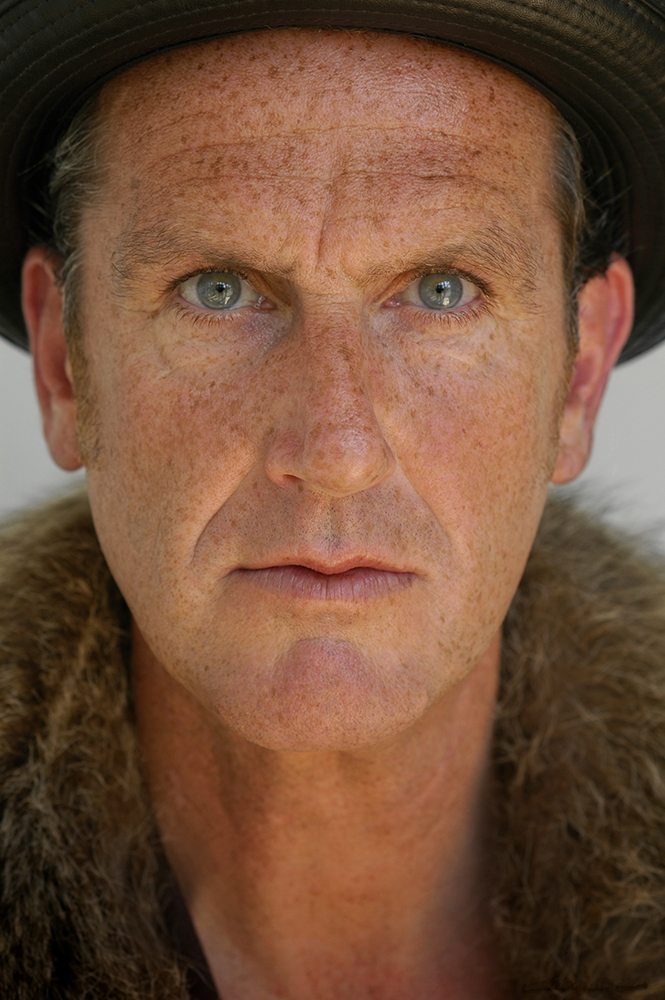
Kai Maertens (2006)

Kai Maertens (* 2. November 1958 in Hamburg) ist ein deutscher Schauspieler.

## Karriere
Kai Maertens entstammt einer Theaterfamilie. Sein Großvater Willy Maertens war Schauspieler und Intendant am Thalia Theater; seine Großmutter Charlotte Kramm war von 1932 bis 1935 und von 1945 bis 1971 dort ebenfalls Ensemblemitglied. In der Zeit des Nationalsozialismus erhielt sie wegen ihrer jüdischen Abstammung Auftrittsverbot. Sein 2020 verstorbener Vater, Peter Maertens, war ebenso Schauspieler wie seine Geschwister Michael Maertens und Miriam Maertens.
Nach dem Abitur zog es den Hamburger zunächst für fünf Jahre hinaus in die Welt. Danach folgten Festengagements in Köln und am Hamburger Thalia Theater. Seit 1993 arbeitet Kai Maertens frei. Seine erste Fernsehrolle bekam er 1984 in dem Fernsehspiel „Typisch Schauspieler“ unter der Regie von Wolfgang Staudte. Einem Millionenpublikum wurde er bekannt durch Serien wie Sterne des Südens, Geisterjäger John Sinclair und als Hamburger Unikum Olav Hinzmann in der ZDF-Serie SOKO Wismar. Am Theater ist er als Schauspieler und Regisseur tätig. In den Jahren 2006 und 2007 spielte er in Theater und Komödie am Kurfürstendamm in Berlin in Folke Brabands Inszenierungen Die Grönholm-Methode und Das Sparschwein. Im St. Pauli Theater in Hamburg spielte er 2006 den Münz Matthias in der Dreigroschenoper mit Ulrich Tukur als Mackie Messer und 2008 im Chicagoer Gangsterstück Happy End.
Im Sommer 2013 übernahm Kai Maertens die Regie bei den Störtebeker-Festspielen auf der Insel Rügen.

## Filmografie (Auswahl)
- 1988: Tatort: Pleitegeier
- 1992: Ein Fall für zwei (Folge 12x04)
- 1994–2018: Großstadtrevier (5 Folgen)
- 1994: Die Kommissarin (Folge 1x02)
- 1996: Alarm für Cobra 11 – Die Autobahnpolizei (Folge 1x03)
- 1996–2005: Ein starkes Team (3 Folgen)
- 1997: Null Risiko und reich
- 1998: Der kleine Dachschaden
- 1998: Die Unschuld der Krähen
- 1998–2000: Der Fahnder (Folgen 8x12, 10x10)
- 1999: Stahlnetz (Folge 8x01)
- 1999: Die Männer vom K3 (Folge 3x18)
- 2000: Die Cleveren (Folge 2x01)
- 2000: Geisterjäger John Sinclair (9 Folgen)
- 2000: Tatort – Blaues Blut
- 2000: Mister Boogie (Kino)
- 2001: Küss mich, Tiger!
- 2001: Jud Süß – Ein Film als Verbrechen?
- 2001: Polizeiruf 110 – Seestück mit Mädchen
- 2001, 2002: Küstenwache (Folgen 4x09, 5x03)
- 2002: Das Duo – Tod am Strand (Folge 1x02)
- 2002: Tatort – Der Passagier
- 2003: Der letzte Lude (Kino)
- 2003: Donna Leon – Venezianisches Finale
- 2003: Donna Leon – Feine Freunde
- 2004: Nullachtfuffzehn
- 2004–2007: SOKO Wismar (55 Folgen)
- 2008: Der Mond und andere Liebhaber (Kino)
- 2008: Die Schimmelreiter (Kino)
- 2009: Krauses Kur
- 2009: Doktor Martin (Folge 2x04)
- 2010: Da kommt Kalle (Folge 4x04)
- 2010: Der Winzerkönig (Folge 3x05)
- 2010–2011: Der Landarzt (9 Folgen)
- 2010–2013: Die Pfefferkörner (Folgen 7x06, 10x07)
- 2010: Luises Versprechen
- 2011: In aller Freundschaft (Folge 14x11)
- 2011: Tiere bis unters Dach (Folge 2x13)
- 2011, 2015: Notruf Hafenkante (Folgen 5x24, 10x10)
- 2012, 2019: Morden im Norden – Der letzte Gang; Wer Hass sät (Folgen 1x02, 6x06)
- 2012: Auf Herz und Nieren (Folge 1x01)
- 2012: Mann tut was Mann kann (Kino)
- 2013: Die Männer der Emden (Kino)
- 2013: Heiter bis tödlich: Zwischen den Zeilen (Folge 1x03)
- 2013: Die Rosenheim-Cops (Folge 12x20)
- 2013: SOKO Stuttgart (Folge 5x05)
- 2014, 2015: Heldt (Folgen 2x11, 3x05)
- 2014: Schwestern
- 2015: SOKO Wien (Folge 10x11)
- 2016: Hubert und Staller (Folge 5x08)
- 2017: Kommissarin Heller: Verdeckte Spuren
- 2018: Teufelsmoor
- seit 2018: Ostfrieslandkrimis (Fernsehreihe)
  - 2018: Ostfriesenblut
  - 2019: Ostfriesensünde
  - 2020: Ostfriesengrab
  - 2021: Ostfriesenangst
  - 2022: Ostfriesensühne
  - 2023: Ostfriesenmoor
  - 2023: Ostfriesenfeuer
  - 2023: Ostfriesenwut
  - 2024: Ostfriesenschwur
  - 2024: Ostfriesennacht
  - 2025: Ostfriesenfluch
- 2020: Letzte Spur Berlin – Alibi (Folge 9x01)
- 2020: Katie Fforde – Emmas Geheimnis
- 2020: Der Liebhaber meiner Frau
- 2021: SOKO Hamburg (Folge 4x02)
- 2022: Wendland – Stiller und die Geister der Vergangenheit

## Theater (Auswahl)

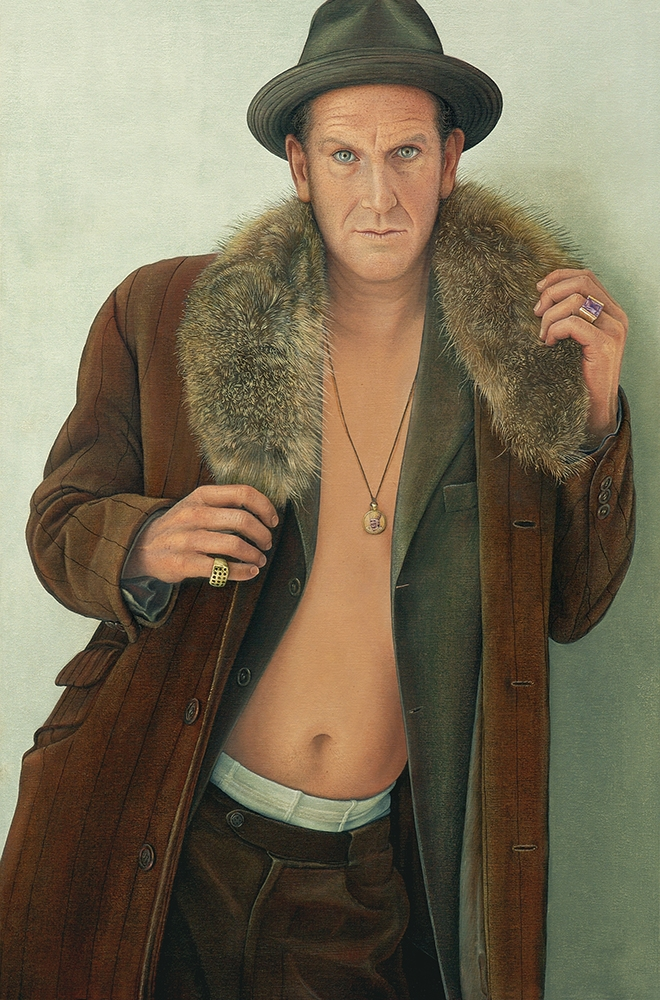
Kai Maertens, Gemälde von Manfred W. Jürgens (2006)

- 2004–2006: Die Dreigroschenoper Rolle: Münz Mathias – Regie: Ulrich Waller – St.-Pauli-Theater, Hamburg
- 2006: Die Grönholm Methode – Rolle: Carlos Bueno – Regie: Folke Braband – Theater am Kurfürstendamm, Berlin
- 2007: Das Sparschwein – Regie: Folke Braband – Theater am Kurfürstendamm, Berlin
- 2008: Happy End von Dorothy Lane, Bertolt Brecht und Kurt Weill – Regie: Jérôme Savary und Ulrich Waller – St.-Pauli-Theater, Hamburg
- 2009: Die Grönholm Methode – Rolle: Carlos Bueno – Regie: Folke Braband – Komödie Winterhuder Fährhaus, Hamburg

## Hörbücher
- 2005: Schotts Sammelsurium – Essen und Trinken von Ben Schott
- 2005: Schotts Sammelsurium von Ben Schott
- 2006: Das Hörbuch der Bücher von Olaf Irlenkäuser, Rainer Vollmar
- 2006: Schotts Sammelsurium Sport, Spiel & Müßiggang von Ben Schott

## Hörspiel
- 2011: Matthias Wittekindt: Totalverlust. Regie: Sven Stricker (Radio-Tatort – NDR)
- 2012: Holger Teschke: Eulenspiegel, der Seeräuber – Regie: Wolfgang Rindfleisch (Kinderhörspiel – DKultur)